# Fengyu (sockenhuvudort i Kina, Shanxi Sheng, lat 39,93, long 113,61)
Fengyu är en sockenhuvudort i Kina. Den ligger i provinsen Shanxi, i den norra delen av landet, omkring 250 kilometer norr om provinshuvudstaden Taiyuan. Antalet invånare är 7 325. Befolkningen består av 3 556 kvinnor och 3 769 män. Barn under 15 år utgör 13,0 %, vuxna 15-64 år 70 %, och äldre över 65 år 15,0 %.
Runt Fengyu är det ganska tätbefolkat, med 172 invånare per kvadratkilometer. Närmaste större samhälle är Wucheng, 10,2 km söder om Fengyu. Trakten runt Fengyu består i huvudsak av gräsmarker.
Genomsnittlig årsnederbörd är 679 millimeter. Den regnigaste månaden är juli, med i genomsnitt 165 mm nederbörd, och den torraste är januari, med 4 mm nederbörd.